# Conférence (sport)
Pour les articles homonymes, voir Conférence (homonymie).
Une conférence ou une association au Québec, dans le sport, se réfère à une subdivision de ligue ou de championnat, regroupant un ensemble d'équipes sportives, généralement suivant une proximité géographique. Les conférences, sont parfois elles-mêmes decoupées en divisions. Ce type d'organisation a pour objectif de limiter les déplacements, les équipes les plus proches se rencontrent plus souvent entre elles et par la même occasion de créer des rivalités locales.  Les All-Star Game ou matchs des étoiles sont souvent organisés suivant les confrontations par conférence.

## Sports professionnels
Ce modèle est particulièrement utilisé dans les grandes ligues sportives nord-américaines, du fait de la répartition de la population sur les côtes Est et Ouest et des distances à parcourir.
La NBA est divisée en deux conférences, la Conférence Est et la Conférence Ouest elles-mêmes divisées en 3 divisions par conférence. La répartition est basée sur la proximité géographique, cependant la ligue connait un déséquilibre entre le nombre de franchises à l'Ouest et l'Est du continent. Pour cette raison, les Grizzlies de Memphis ou les Pelicans de La Nouvelle-Orléans qui sont plus proche de la côte-Est mais qui dans les faits font partie de la Conférence Ouest.
La NFL est divisée en deux conférences, l'American Football Conference et la National Football Conference elles-mêmes divisées en 4 divisions par conférence. Avec une répartition hybride en partie basée sur les proximités géographiques mais aussi pour des raisons historiques et sportives. Les Cowboys de Dallas basés dans le Texas, sont rattachés à la côte-Est par des rivalités sportives. Ou encore, les 2 franchises de New York (Giants et Jets) qui partagent le même stade, pourtant elles jouent au sein de conférences et divisions différentes.

## Sports universitaires
Dans les sports universitaires aux États-Unis, les termes conference, league, ou encore athletic association désignent un ensemble d'universités qui se regroupent pour organiser un championnat et des compétitions dans divers sports.
Les conférences universitaires jouent le rôle d'organe de gestion des compétitions et disciplines qu'elles parrainent. Traditionnellement, les membres d'une même conférence partageaient des affinités régionales ou historiques. Cependant, l'aspect économique et financier notamment à travers les droits de télévisons prennent une place prépondérante. Les conférences rivalisent pour attirer les meilleurs universités, souvent au détriment des considérations historiques ou géographiques. Les universités peuvent intégrer ou quitter une conférence pour une autre, un phénomène appelé réalignement. Une université qui n'est pas affiliée à une conférence pour un sport est dite indépendante.
Au sein de l'élite du football américain universitaire, la National Collegiate Athletic Association est l'organisation la plus puissante du sport universitaire. Elle régit les statuts des conférences, afin de conserver son statut au sein de l'élite du football américain universitaire, une conférence doit regrouper au moins huit membres à part entière.

## Exemples
- Hockey sur glace : Conférence de l'Est de la LNH et Conférence de l'Ouest de la LNH
- Basket-ball féminin : Conférence Est de la WNBA et Conférence Ouest de la WNBA
- Football (soccer) : Conférence Est de la Major League Soccer et Conférence Ouest de la Major League Soccer
- Liste des conférences de la National Collegiate Athletic Association